# Pityusen-Eidechse

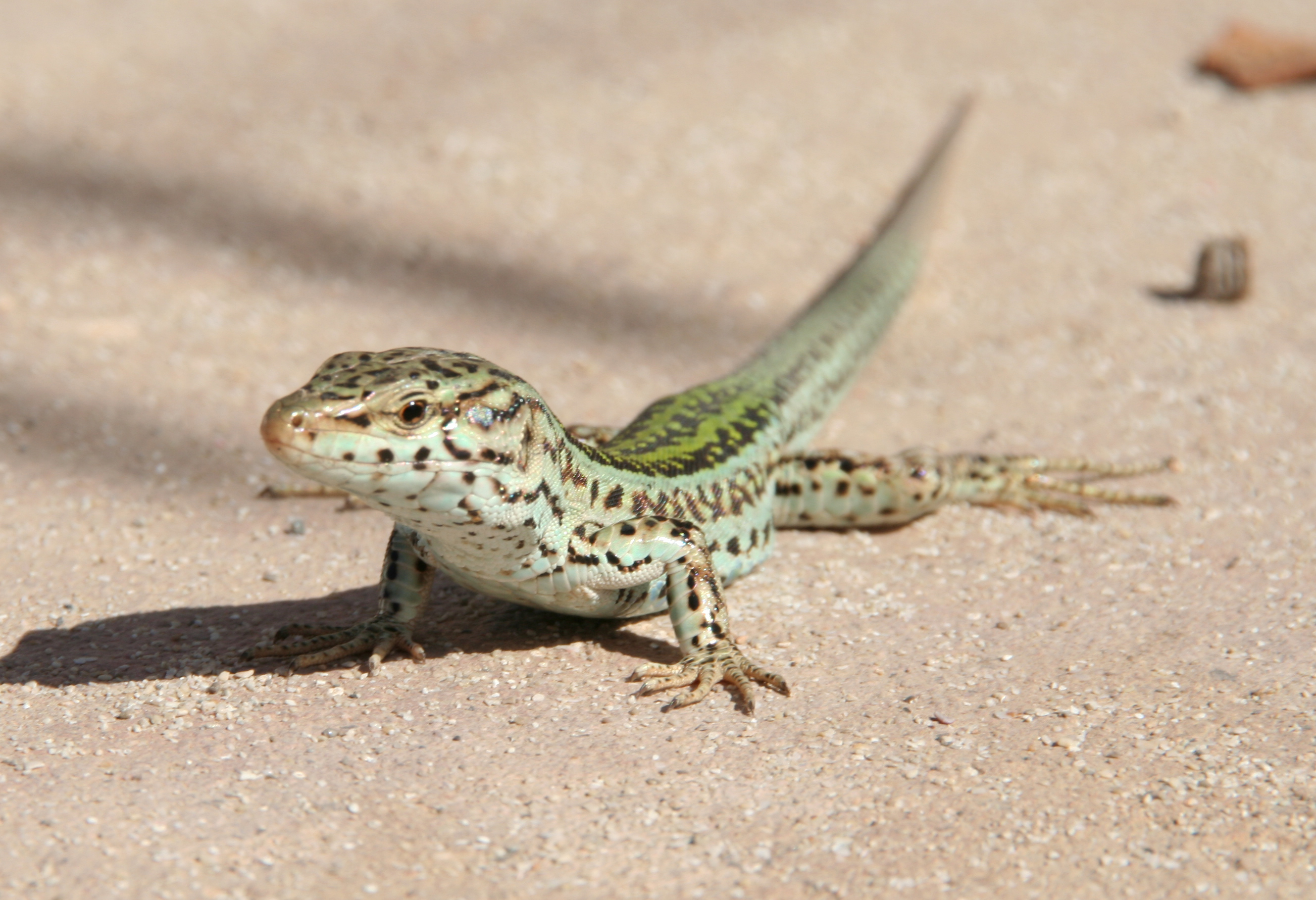
Pityusen-Eidechse

Die Pityusen-Eidechse (Podarcis pityusensis) oder Pityusen-Mauereidechse gehört zur Familie der Echten Eidechsen (Lacertidae) und zur Gattung der Mauereidechsen (Podarcis).
Die Pityusen-Eidechse ist eine tagaktive Echse, die in ihrem Lebensraum in großer Zahl vorkommt und kaum Angst zeigt. Sie frisst Insekten und andere Gliederfüßer sowie Pflanzen und Nahrungsreste (z. B. reife Früchte oder auch Brotkrümel).

## Merkmale
Sie besitzt einen sechs bis neun Zentimeter langen robusten Körper, der nicht abgeflacht ist. Ihr Kopf ist kurz, der Schwanz relativ lang. Die Rückenfarbe ist zumeist blau-grün, kann aber auch variieren. Meistens haben die Eidechsen kleine Furchen, die sich zu drei Längsreihen zusammenschließen. Vor allem die mittlere Reihe wird häufig von schwarzen netzartigen Streifen durchzogen. Die Unterseite ist oft hellgrau bis bläulich gezeichnet. Die Rückenschuppen sind sechseckig und schwach verkeilt.

## Lebensraum
Die Pityusen-Eidechse kommt beinahe ausschließlich auf der zu den Balearen gehörenden Inselgruppe der Pityusen vor. Darüber hinaus gibt es auf Mallorca eine kleine Population. Auch in Barcelona auf dem spanischen Festland wurde die Pityusen-Eidechse bereits gesichtet.
Auf Ibiza erstreckt sich ihr Lebensraum von Meeresniveau ab bis in etwa 475 Meter Höhe. Hier ist sie vor allem in Büschen, Ruinen, Steinmauern oder steinigen Ödlandschaften, auf den kleineren Inseln auch auf Felsen zu finden.

## Unterarten
Auf den vielen isolierten Inseln, in verteilten Gebieten, leben über 40 Unterarten, von denen noch 22 gültig sind und unterschiedlich aussehen. Die Herpetologin Antònia Maria Cirer Costa untersucht die Populationen der Pityusen-Eidechse insbesondere auf den kleineren Inseln und ist sehr zurückhaltend damit, die Art in Unterarten einzuteilen.

## Verwechslungsarten
Die nahe verwandte Balearen-Eidechse mit 25 Unterarten bewohnt die benachbarte Inselgruppe der Balearen. Die Unterschiede sind: die platten Rückenschuppen der Pityusen-Eidechse sind grob und leicht gekeilt (s.h. Körperbau). Es gibt zwei weitere Mauereidechsen, die Brilleneidechse und die Madeira-Mauereidechse. Diese beiden Arten wurden ebenfalls auf das europäische Festland eingeschleppt.

## Schutz
Die Pityusen-Eidechse wird von der Europäischen Union in den Anhängen II und IV der FFH-Richtlinie geführt und gilt damit als streng zu schützende Art von gemeinschaftlichem Interesse, für deren Erhaltung von den Mitgliedsstaaten besondere Schutzgebiete ausgewiesen werden müssen. Seit Anfang des Jahrtausends Hufeisennattern (Hemorrhois hippocrepis) als invasive Art nach Ibiza gelangten sind die Pityusen-Eidechsen auf der Hälfte der Insel verschwunden, die bislang von den Schlangen besiedelt wurde.